# Она вас любит
«Она вас любит» — советский полнометражный цветной художественный фильм, поставленный на Киностудии «Ленфильм» в 1956 году режиссёрами Семёном Деревянским и Рафаилом Сусловичем.
Премьера фильма в СССР состоялась 7 июля 1957 года.

## Сюжет
Фильм начинается вступлением:

Этакое невезение!
Всех роскошных героев — высоких, речистых, с пламенным взглядом, — расхватали другие авторы на другие картины.
А нам достался тихий, застенчивый человек со смешной фамилией «Канарейкин» и очень странной профессией — заведующий отделом хищников и обезьян местного зоопарка.
Ну какой же это герой для любовной истории?
Мы в отчаянии и просто не знаем, что теперь делать…

Скромный и доброжелательный работник зоопарка по фамилии Канарейкин влюбляется в девушку с обложки журнала «Огонёк» — Олю Цветкову, победительницу легкоатлетических соревнований из Саратова. Он пишет ей письмо, но его приятель-фотограф случайно вместо фотографии Канарейкина вкладывает в конверт фото другого молодого человека — певца, дипломанта конкурса вокалистов, красавца, любимца женщин Вадима Степановича Ухова. Легкоатлетка Оля с подругой Тамарой находят Ухова, у Оли и Вадима завязываются отношения на глазах у Канарейкина, который безуспешно пытается поговорить с Олей. Когда же ему, недотёпе и неудачнику, удалось прокатиться на водных лыжах, Оля обратила на него внимание. Вскоре он ещё раз поразил её своим умением: обращаться со львами, когда один из них вырвался из клетки, разогнав трусливую публику, в том числе и Вадима с его аккомпаниатором Анатолием.
Вскоре Оля уехала в родной город на практику, так и не попрощавшись с Канарейкиным. Девушка поняла, что любит его, застенчивого чудака, а не хвастуна Ухова. Зоолог приехал на вокзал, опоздал, но вся публика (стрелочники, начальник станции, пассажиры) передали ему Олины слова: «Она вас любит».

## В ролях
- Георгий Вицин — Константин Петрович Канарейкин, работник зоопарка / Арбатов, кассир кинотеатра (озвучивание)
- Инна Кмит — Ольга Цветкова, возлюбленная Канарейкина
- Лидия Сухаревская — Анна Ивановна Барыбина, сослуживица Канарейкина
- Тамара Носова — Тамара, подруга Оли
- Александр Ширвиндт — Вадим Степанович Ухов, эстрадный певец-дипломант (дебют в кино)
- Игорь Дмитриев — Анатолий Пыльников, аккомпаниатор Ухова
- Рэм Лебедев — Павел, фотограф, друг Канарейкина
- Лидия Атманаки — Вероника Аполлоновна, соседка Канарейкина
- Константин Сорокин — некто Жмухин, продавший Канарейкину автомобиль
- Елена Тимофеенко — Ирина, жена Павла
- Евгения Рубановская — сокурсница Ольги
- Ольга Петренко — сокурсница Ольги
- Юрий Сорокин — эпизод

В титрах не указаны:
- Анатолий Адоскин — врач скорой помощи
- Сергей Бобров — Алексей Игнатьевич, профессор
- Адольф Ильин — пассажир автобуса с «Огоньком»
- Виктор Колпаков — моторист катера
- Надир Малишевский — регулировщик
- Владимир Мишаков — лейтенант милиции
- Ольга Пыжова — провожающая на станции
- Аркадий Толбузин — Фролов, инструктор на водном стадионе
- Лидия Шапоренко — студентка, подруга Оли
- Николай Яковченко — ремонтник на автодороге

## Съёмочная группа
- Автор сценария — Владимир Поляков
- Режиссёры-постановщики — Семён Деревянский, Рафаил Суслович
- Операторы — Владимир Бурыкин, Константин Рыжов
- Художник — Борис Бурмистров
- Режиссёр — Екатерина Сердечкова
- Композитор — Василий Соловьёв-Седой
- Автор текста песен — Соломон Фогельсон
- Звукооператор — Анна Волохова
- Эстрадный оркестр Ленинградского радио
  - Дирижёр — Александр Владимирцов
- Директор картины — Пётр Свиридов

## Факты
- О своей роли в фильме рассказывает Александр Ширвиндт:

Первый фильм, в котором я снялся, — «Она вас любит». В кинематограф меня вывел мой друг Михаил Козаков. Я учился на четвёртом курсе, а Козаков был уже знаменитым, потому что снялся в «Убийстве на улице Данте» у Ромма. Его тут же пригласили в картину «Она вас любит» сыграть молодого кретина. И он уже начал сниматься, но его позвал Охлопков на роль Гамлета, и он, конечно, всё бросил. А киногруппе сказал: «Я вам привезу такого же». Приволок меня и всем рассказывал, какой я гениальный. Первый и последний раз он так обо мне отзывался. В киногруппе все были в трауре: Козаков привёл вместо себя какую-то испуганную шпану. Но выхода не было, и я стал сниматься.— А. Ширвиндт в книге «Проходные дворы биографии»
- Александр Ширвиндт так описывает свои ежедневные появления на почте в ожидании долгожданного письма от своей жены:

Вчера девушка на почтамте, что выдаёт до востребования, посмотрела письма и говорит, кокетничая: «Нет, Ухов, она вас не любит».— А. Ширвиндт в книге «Проходные дворы биографии»